# 키키 키린
키키 키린(일본어: 樹木 希林, 1943년 1월 15일 ~ 2018년 9월 15일)는 일본의 배우이다. 본명은 우치다 게이코 (内田 啓子)이며, 결혼 전 성은 나카타니 (中谷)이다.

## 출연 작품

### 영화
- 1982년 《전학생》
- 2004년 《사라진 이틀》
- 2004년 《불량공주 모모코》
- 2006년 《브레이브 스토리》
- 2007년 《오다기리 조의 도쿄 타워》
- 2008년 《사이드카의 개》
- 2008년 《걸어도 걸어도》 - 요코야마 토시코 역
- 2010년 《마루 밑 아리에티》
- 2010년 《악인》
- 2010년 《고스트: 보이지 않는 사랑》
- 2011년 《진짜로 일어날지도 몰라 기적》
- 2015년 《앙: 단팥 인생 이야기》
- 2016년 《태풍이 지나가고》
- 2018년 《어느 가족》
- 2018년 《일일시호일》 - 다케타 역
- 2018년 《모리의 정원》 - 히데코 역
- 2019년 《에리카 38》

### 드라마
- 대하드라마 아오이 도쿠가와 삼대 (2000년, NHK) - 오후쿠(카스가노 츠보네) 역